# Dendroaspis angusticeps
Dendroaspis angusticeps, cunoscut și ca mamba verde [oriental], este o specie de șerpi veninoși arboricoli din genul mamba (Dendroaspis).

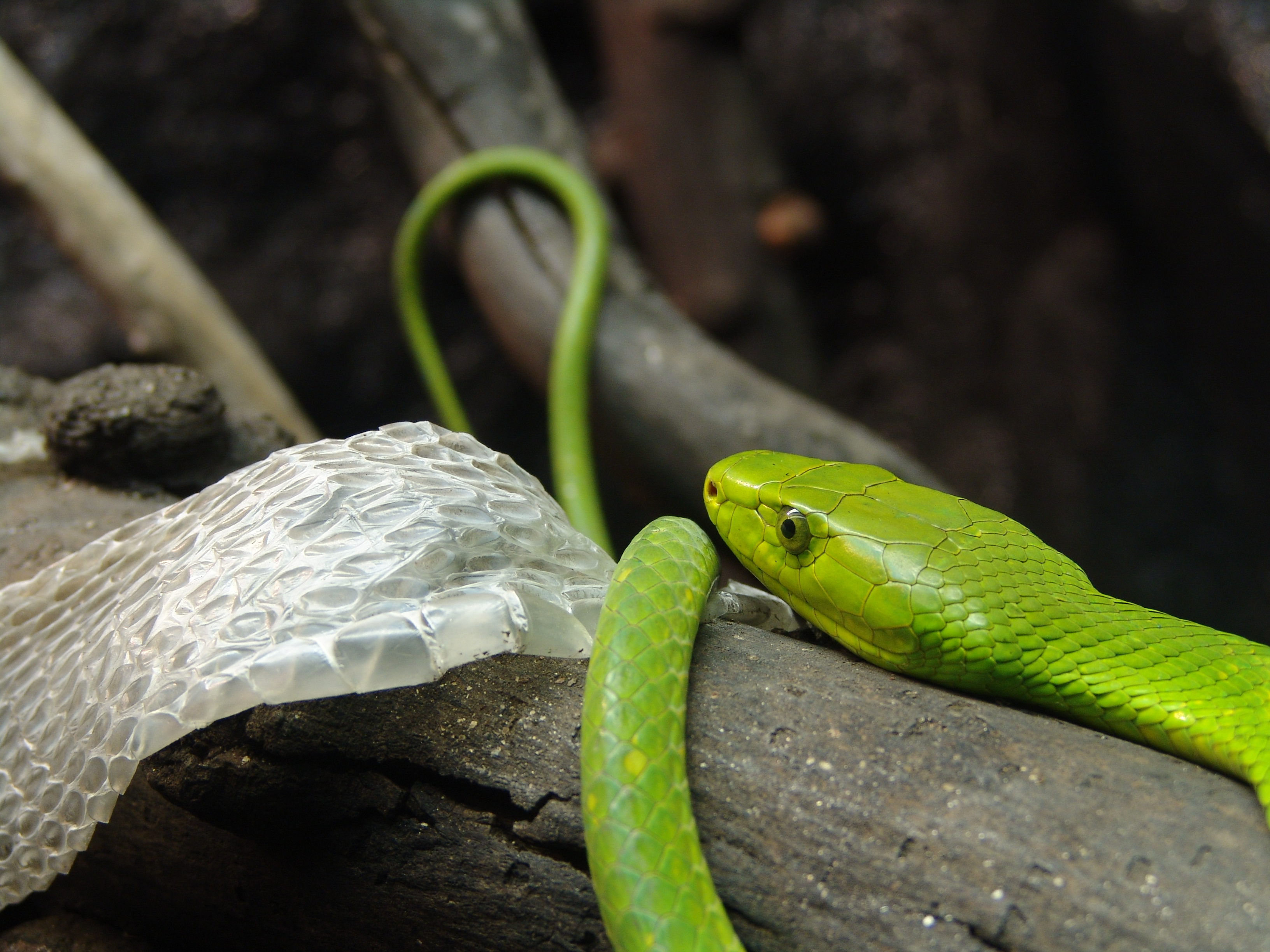
Dendroaspis angusticeps la un serpentarium german